# Palazzo presidenziale (Groznyj)

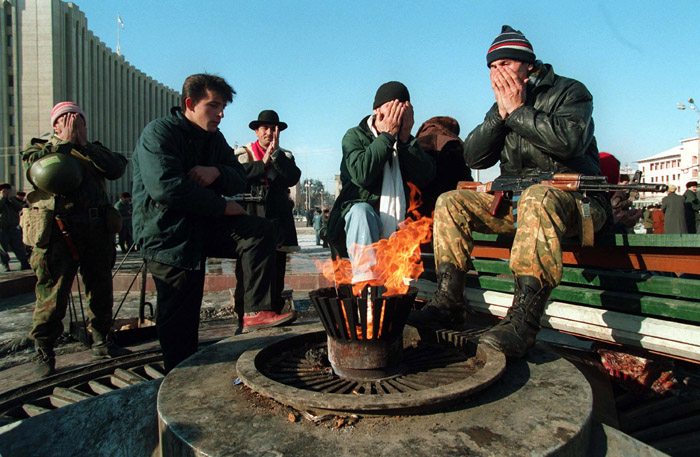
Miliziani ceceni di fronte al palazzo presidenziale di Groznyj nel dicembre 1994.

Il palazzo presidenziale di Groznyj era un edificio posto nel centro di Groznyj. Esso divenne il cardine simbolico e strategico delle forze indipendentiste che supportarono la Repubblica cecena di Ichkeria durante la prima guerra cecena. Gravemente danneggiato durante l'Assedio di Groznyj, fu demolito nel 1996 dall'autorità militare della Federazione Russa.

## Storia
La struttura fu costruita per ospitare il centro amministrativo e politico del PCUS (il partito unico dell'Unione Sovietica) nella RSSA Ceceno-Inguscia. Essendo il Partito Comunista uno dei pilastro organizzativi di tutto l'apparato sovietico, le sue funzioni all'interno della società civile erano molteplici. Per questo motivo il palazzo venne progettato per essere polifunzionale: poter cioè sia ospitare cerimonie, sia alloggiare gli uffici del partito. L'edificio si qualificò quindi come uno dei più imponenti di tutta la città, sviluppandosi in altezza ber ben 11 piani. Al crollo dell'Unione Sovietica il presidente della neonata Repubblica cecena di Ichkeria, Džochar Dudaev, lo destinò ad essere il palazzo presidenziale, ponendo il suo ufficio personale all'ottavo piano.

### Prima guerra cecena
Il palazzo fu l'obiettivo primario di un tentato colpo di stato organizzato dagli oppositori del presidente Džochar Dudaev con l'appoggio dell'FSB. Dopo il fallimento di questo, durante la successiva invasione russa della città, il palazzo fu designato come l'obiettivo finale di tutti i gruppi d'assalto alla città. I soldati che avessero issato la bandiera della Federazione sul suo pennone principale sarebbero stati insigniti del titolo di Eroe della Federazione Russa.
Alla vigilia dell'attacco russo lo staff presidenziale della Cecenia si trasferì fuori dalla capitale, nel timore di rimanere intrappolato. Il palazzo era già stato predisposto per divenire il cuore fortificato della difesa cittadina, sfruttando sia la sua imponenza, sia la presenza di un vasto bunker sotterraneo nel quale prese posto il quartier generale del Generale Maschadov, capo di stato maggiore dell'esercito ceceno. Nelle restanti aree sotterranee vennero sistemati un ospedale da campo e un centro di raccolta per i prigionieri di guerra. Centinaia di soldati e miliziani fedeli a Dudaev si trincerarono nell'edificio e nei palazzi circostanti, inclusi alcuni uomini della guardia personale del Presidente e il battaglione di veterani al comando di Šamil' Basaev. Sergej Kovalëv, osservatore russo per i diritti umani e sei altri Deputati della Duma rimasero intrappolati nel bunker per giorni, a seguito dell'attacco russo, così come i giornalisti accorsi ad intervistare gli insorti.
Le forze armate federali bombardarono l'edificio per tre settimane, bersagliandolo con centinaia di colpi di artiglieria, missili e mortai. Per quindici giorni i combattimenti infuriarono nei dintorni del palazzo, provocando la distruzione completa del quartiere circostante e riducendolo ad un guscio pieno di macerie. Neanche il posizionamento di mezzi corazzati sui tre fianchi dell'edificio e il bombardamento diretto con proiettili perforanti bastò a far sloggiare la guarnigione preposta alla sua difesa. Il 17 gennaio due gigantesche bombe da nove tonnellate, progettate per sfondare i bunker sotterranei, vennero sganciate sul palazzo dall'aeronautica federale. Entrambi gli ordigni sfondarono gli undici piani dal tetto alla base e penetrarono all'interno del bunker. Una di esse esplose nella zona ospedale, uccidendo una cinquantina di feriti, inclusi parecchi prigionieri. La seconda penetrò a pochi metri dal posto di comando di Maschadov, ma rimase inesplosa, salvando da morte certa quasi tutto lo Stato Maggiore ceceno. Nella notte del 18 gennaio le rovine del palazzo vennero abbandonate dagli ultimi difensori, ed il giorno seguente i russi ne presero possesso.
Nel febbraio 1996 sulla piazza antistante il palazzo si tenne una grande manifestazione per la pace. La dimostrazione terminò in un massacro allorché le forze di sicurezza russe fecero fuoco sui manifestanti, uccidendo svariate persone. A seguito di questi fatti le autorità russe decisero di demolire completamente l'edificio.